# Polypedilum coalitum
Polypedilum coalitum är en tvåvingeart som beskrevs av Zhang och Wang 2008. Polypedilum coalitum ingår i släktet Polypedilum och familjen fjädermyggor. Inga underarter finns listade i Catalogue of Life.